# Rhode Island State Route 138
Die Rhode Island State Route 138 (kurz RI 138) ist eine State Route im Bundesstaat Rhode Island. Sie verläuft von der Grenze zu Connecticut zur Grenze zu Massachusetts und ist der einzige State Highway, der den ganzen Bundesstaat quert.

## Streckenbeschreibung
Die RI 138 nimmt den folgenden Weg durch den Bundesstaat:
- Exeter: 0,8 km; Grenze zu Connecticut bei der Route 138 bei der Ortsgrenze von Hopkinton
  - Spring Street
- Hopkinton: 8,4 km; Ortsgrenze von Exeter und Ortsgrenze von Richmond
  - Spring Street, Nooseneck Hill Road und Main Street
- Richmond: 9,7 km; Ortsgrenze von Hopkinton und Ortsgrenze von South Kingstown
  - Main Street und Kingstown Road
- South Kingstown: 14,3 km; Ortsgrenze von Richmond und Ortsgrenze von North Kingstown
  - Usquepaugh Road, Kingstown Road, Moorsefield Road und Tower Hill Road
- North Kingstown: 8 km; Ortsgrenze von South Kingstown und Ortsgrenze von Jamestown
  - Tower Hill Road und Route 138 Expressway
- Jamestown: 5,1 km; Ortsgrenze von North Kingstown und Stadtgrenze von Newport
  - Route 138 Expressway
- Newport: 2,6 km; Ortsgrenze von Jamestown und Ortsgrenze von Middletown
  - Route 138 Expressway und Admiral Kalbfus Road
- Middletown: 5,1 km; Stadtgrenze von Newport und Ortsgrenze von Portsmouth
  - West Main Road und East Main Road
- Portsmouth: 13,7 km; Ortsgrenze von Middletown und Ortsgrenze von Tiverton
  - East Main Road und Fall River Expressway
- Tiverton: 5 km; Ortsgrenze von Portsmouth und Grenze von Massachusetts bei der Massachusetts State Route 138
  - Fall River Expressway und Main Road

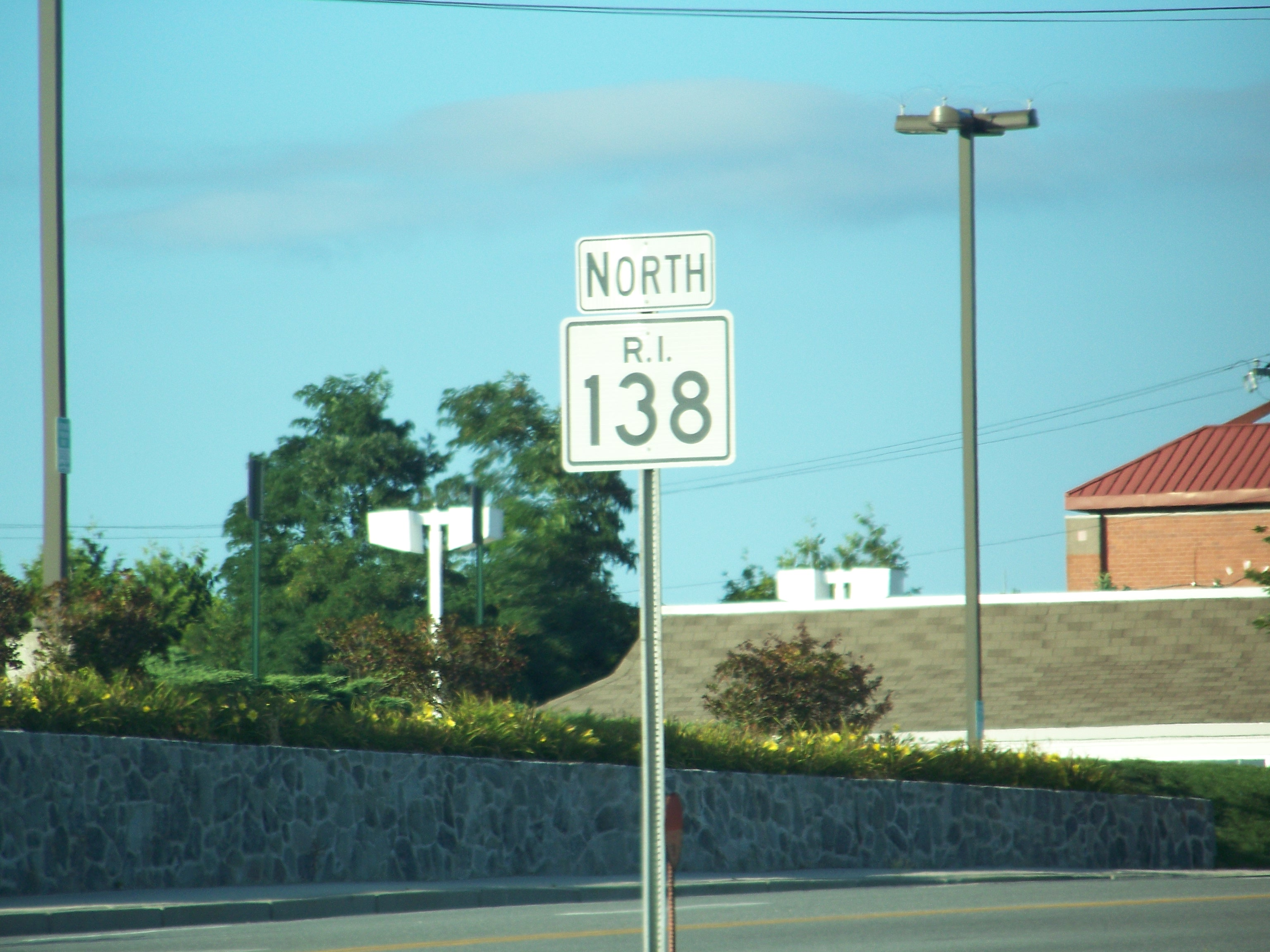
RI 138 im Newport County

## Geschichte
Die Rhode Island State Route 138 nutzte die Stone Bridge über den Sakonnet River bis zum Jahr 1954.
Vor der Eröffnung eines Teilstücks 1994 bei Jamestown als Expressways verlief die State Route von der Jamestown Bridge über die Eldred Street, die heutzutage teilweise vom Expressway abgeschnitten ist, und die East Shore Road zur Newport Bridge. Im Jahr 2005 gab es noch nördlich der East Shore Road und nördlich der Newport Bridge ein Hinweisschild auf die RI 138.
Vor dem Neubau des Expressways in North Kingstown verlief die sie über die Bridgetown Road östlich des U.S. Highways 1 in South Kingstown, dann nördlich auf der State Route 1A nach North Kingstown und schließlich entlang der Zubringerstraße zur Jamestown-Verrazano Bridge, die für den Expressway ausgebaut wurde.
Es gibt zwei verlassene frühere Auffahrtsrampen am westlichen Ende der Jamestown Bridge, die vom Verkehr nur in den frühen 1990er Jahren genutzt wurden. Diese Rampen verbanden die Straße mit der alten Brücke, da damals die neue Brücke noch in Bau war. Die neue Jamestown Bridge wurde 1992 eröffnet.
Es war geplant, den Expressway nach Westen bis zur Interstate 95 zu erweitern.
Die Rhode Island State Route 138 verläuft offiziell in Ost-West-Richtung bis zur Kreuzung der Admiral Kalbfus Road mit der West Main Road Route 138 an der Grenze von Middletown zu Newport, danach in Nord-Süd-Richtung.